# ニコラエ・ディカ
ニコラエ・マリウス・ディカ（Nicolae Marius Dică, 1980年5月9日 - ）は、ルーマニア・ピテシュティ出身の元サッカー選手、元ルーマニア代表である。現サッカー指導者。現役時代のポジションは攻撃的ミッドフィルダー、セカンドトップ。ニコラエ・ディチャ、ニコライ・ディツァとも表記される。2006年にルーマニア年間最優秀選手賞を受賞するなど、ルーマニアを代表する選手の1人だった。

## 経歴

### クラブ

#### ルーマニアでの初期
ダチア・ピテシュティ
生まれ故郷ピテシュティを拠点とするディヴィジアB (2部) のダチア・ピテシュティから18歳の時にプロ生活を開始する。1季目は17試合5得点に終わったが、翌1999-2000シーズンには、ほぼ全試合に出場し、チーム最多の14得点でクラブを4位に導いた。ダチア・ピテシュティで50試合19得点を記録する活躍により、ディヴィジアA (1部) のFCアルジェシュ・ピテシュティと契約した。
アルジェシュ・ピテシュティ
CSガズ・メタン・メディアシュ戦 (2-1) で、加入後初にしてディヴィジアA初出場を飾る。アドリアン・ムトゥとアドリアン・ネアガがそれぞれ名門のFCディナモ・ブカレストとFCステアウア・ブカレストへ移籍後は主将を務めてチームを牽引し、89試合34試合を記録するプレーに国内の強豪の関心を集めた。

#### ステアウア・ブカレスト
2003年10月に移籍金25万ユーロで名門FCステアウア・ブカレストと冬からの加入で合意し、ヴィクトル・ピツルカ監督の指導を受けることになる。途中加入した最初のシーズンは14試合9得点を記録し、ライバル関係にあるディナモ・ブカレストの後塵を拝し2位に終わったが、翌2003-04シーズンは、ファンとのいざこざから一時は退団を考えながらも11得点で優勝に貢献すると、次の2004-05シーズンは更に得点数を伸ばし、チーム最多にしてリーグ得点ランキング2位となる15得点で2連覇に大きく貢献した。
欧州カップ戦の方では、UEFAカップ2004-05において初出場を飾り、前回王者バレンシアCFを破りベスト16まで進出。翌2005-06シーズンは、UEFAチャンピオンズリーグ 2005-06においてローゼンボリBKに敗れてグループリーグ進出ならずも、UEFAカップ2005-06にてRCランス、SCヘーレンフェーン、レアル・ベティスと次々と破り、宿敵FCラピド・ブカレストを下して準決勝に進出しており、ミドルズブラFCとの第1戦 (1-0) で決勝点を挙げた。第2戦でも先制点を挙げ、ドリン・ゴヤンの追加点によって2-0としたが、最終的に2-4 (2試合合計3-4) で敗退した。UEFAチャンピオンズリーグ 2006-07は、FCディナモ・キーウ、レアル・マドリード、オリンピック・リヨンと同組になり厳しい戦いを強いられる中、6試合全てに出場したディカは、最初のFCディナモ・キーウ戦で2得点を含む4得点1アシストを記録した。これらの活躍にアドリアン・ムトゥとクリスティアン・キヴを抑えてルーマニア年間最優秀選手賞を受賞し、また、ルーマニアサッカー連盟と国内のスポーツプレス協会が選定するリーガ1年間最優秀選手賞をディナモ・ブカレストのクラウディウ・ニクレスクと共に受賞した。しかし、この受賞から程なくして一変することになる。2007年1月23日にACシエナとの親善試合において、深刻な膝の負傷となったことでシーズン残りの大半を欠場し、自身の誕生日である5月9日のFCチェアラゥル・ピアトラ・ネアムツ戦まで離脱していた。

#### カターニア
2008年6月27日、過去に師事したワルター・ゼンガ監督率いるセリエAのカルチョ・カターニアにフアン・マヌエル・バルガスの後釜として移籍金250万ユーロの4年契約で合意する。加入から半年で僅か93分の出場機会に制限されており、その為に1月の移籍市場で退団は確実かと思われていた。しかし、ゼンガ監督はディカを手元に置いておく考えから残留が決定、そして、その後の状況が改善することはなかった。
イラクリス・テッサロニキへの期限付き移籍
2009年5月4日、ステアウアで師事したオレグ・プロタソフ監督率いるギリシャ・スーパーリーグ (ギリシャ1部) のイラクリス・テッサロニキFCへ期限付き移籍に出される。8月23日のパナシナイコスFC戦 (2-1) で初出場を飾ると共に2得点を挙げた。
CFRクルジュへの期限付き移籍
イラクリスで13試合3得点を記録した後、2010年1月にCFRクルジュへ2010年6月までの期限付き移籍に出される。リーグ優勝を経験。リーグ戦で得点を生むことは出来なかったが、クパ・ロムニエイ準決勝第2戦のFCラピド・ブカレスト戦 (2-1) で初得点を挙げた。
マニサスポルへの期限付き移籍
2010年7月にマニサスポルへ2010-11シーズン終了までの期限付き移籍に出される。しかし、出場機会を得るのに苦戦し、12月14日に契約解除となった。

#### ルーマニアに帰国
ステアウア・ブカレスト復帰
カターニアとの契約は残っていたが、2010年12月20日に契約解除で退団すると、FCアストラと交渉していたが、24日に古巣ステアウアへの復帰が合意に達した。冬の中断期間中に行われたFCシェリフ・ティラスポリとの親善試合において、ハットトリックを達成するなど好調さを見せた後、2月27日のFCウニヴェルシタテア・クラヨーヴァ戦 (1-0) で初出場を飾り、4月5日のFCウニレア・ウルジチェニ戦 (5-0) で初得点、5月1日のFCグロリア・プログレスル・ビストリツァ戦 (3-1) で2得点を挙げた。また、クパ・ロムニエイでは、5月11日のFCブラショフ戦で同点ゴールを挙げて決勝進出に貢献すると、25日の宿敵ディナモ・ブカレストとの決勝戦ではフリーキックで先制点を挙げるなどでマン・オブ・ザ・マッチに選出される活躍でタイトル獲得に貢献した。2010-11シーズン終了後に満了となる契約が延長されず、6月に退団となった。
ダチア・ミヴォニ
2011年6月23日にCSミオヴェニへ移籍。2011-12シーズン開幕前に行われた親善試合のCSMリムニク・ヴィルチャ戦 (2-0) において、ミヴォニでの初得点、10月31日のCSコンコルディア・キアジナ戦においてペナルティーキックでリーグ戦初得点を挙げた。2011年12月12日に契約解除することで口頭合意に達し、2012年1月2日に正式に退団が決定した。
ヴィトルル・コンスタンツァ
2012年1月22日にリーガ2のFCヴィトルル・コンスタンツァと1年半契約を締結する。2012-13シーズンに13試合6得点を記録し、チームのリーガ1昇格に貢献した。

#### 現役引退後
2014-15シーズンに現役引退を表明し、2014年6月12日にコンスタンティン・ガルカ監督率いる古巣ステアウア・ブカレストのアシスタントにラウレンティウ・ロシュと共に就任する。2015年5月25日、後任のミレル・ラドイ監督の下でも引き続きアシスタントを任された。2017年5月15日、ステアウア・ブカレストの監督に就任した。

### 代表

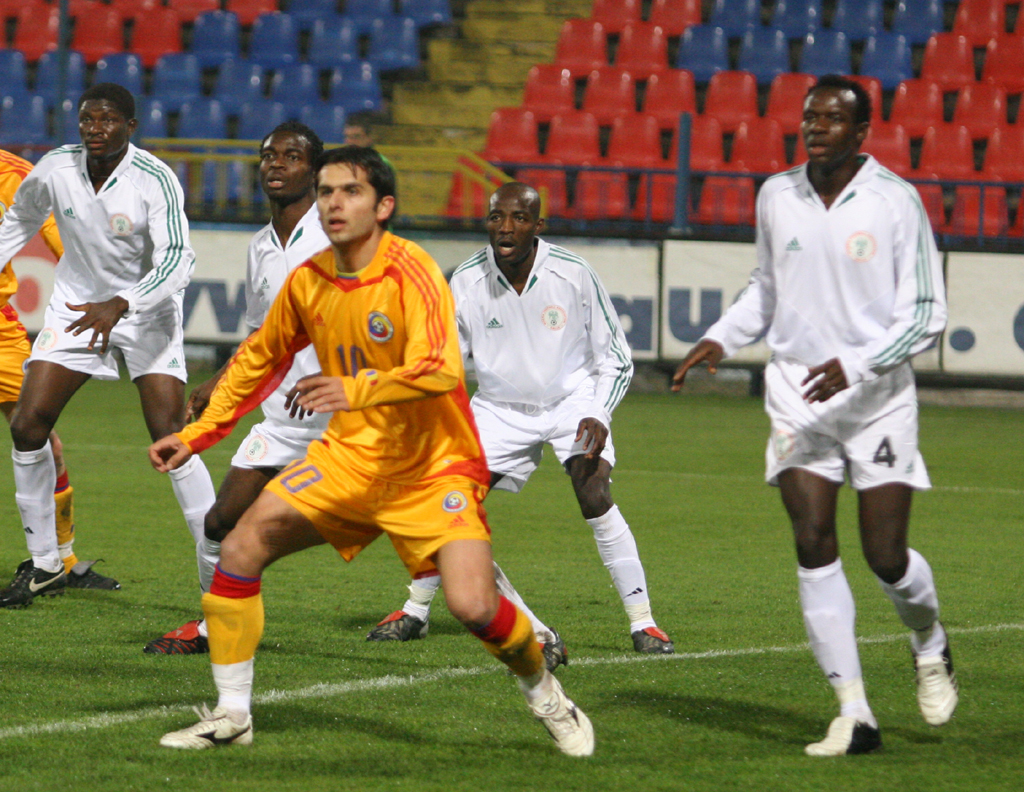
ゲンチャで行われたナイジェリア戦でのディカ

2003年10月11日の日本との親善試合でルーマニア代表デビューし、以来、32試合に出場する中で2006年のキプロスとの親善試合で初得点を挙げ、2007年11月21日のアルバニア戦、2008年5月31日のモンテネグロ戦ではそれぞれ2得点した。2007年1月にクラブでの試合において負傷したことにより、一時期代表から遠ざかっていたが、UEFA EURO 2008のメンバーに選出された。しかし、グループリーグのフランス戦、イタリア戦、オランダ戦の3試合全てが途中出場であり、グループリーグ2分1敗でチームは敗退となった。

### 私生活
2003年11月に結婚し、第1子に長男、第2子に長女を授かった。

## 個人成績

### クラブでの出場記録
出典:
| クラブ                     | シーズン         | 国内リーグ               | 国内リーグ | 国内リーグ | 国内カップ | 国内カップ | 欧州カップ | 欧州カップ | 合計 | 合計 |
| クラブ                     | シーズン         | 所属リーグ               | 出場       | 得点       | 出場       | 得点       | 出場       | 得点       | 出場 | 得点 |
| -------------------------- | ---------------- | ------------------------ | ---------- | ---------- | ---------- | ---------- | ---------- | ---------- | ---- | ---- |
| ダチア・ピテシュティ       | 1998-99          | リーガ2                  | 17         | 5          |            |            | -          | -          | 17   | 5    |
| ダチア・ピテシュティ       | 1999-00          | リーガ2                  | 33         | 14         |            |            | -          | -          | 33   | 14   |
| ダチア・ピテシュティ       | 合計             | 合計                     | 50         | 19         |            |            | -          | -          | 50   | 19   |
| アルジェシュ・ピテシュティ | 2000-01          | リーガ1                  | 19         | 4          |            |            | -          | -          | 19   | 4    |
| アルジェシュ・ピテシュティ | 2001-02          | リーガ1                  | 27         | 11         |            |            | -          | -          | 27   | 11   |
| アルジェシュ・ピテシュティ | 2002-03          | リーガ1                  | 28         | 10         |            |            | -          | -          | 28   | 10   |
| アルジェシュ・ピテシュティ | 2003-04          | リーガ1                  | 14         | 9          |            |            | -          | -          | 14   | 9    |
| アルジェシュ・ピテシュティ | 合計             | 合計                     | 88         | 34         |            |            | -          | -          | 88   | 34   |
| ステアウア・ブカレスト     | 2003-04          | リーガ1                  | 14         | 9          |            |            | 0          | 0          | 14   | 9    |
| ステアウア・ブカレスト     | 2004-05          | リーガ1                  | 29         | 11         |            |            | 11         | 2          | 40   | 13   |
| ステアウア・ブカレスト     | 2005-06          | リーガ1                  | 29         | 15         |            |            | 15         | 6          | 44   | 21   |
| ステアウア・ブカレスト     | 2006-07          | リーガ1                  | 23         | 10         |            |            | 10         | 5          | 33   | 15   |
| ステアウア・ブカレスト     | 2007-08          | リーガ1                  | 30         | 9          |            |            | 10         | 1          | 40   | 10   |
| ステアウア・ブカレスト     | 合計             | 合計                     | 125        | 54         |            |            | 46         | 14         | 171  | 68   |
| カターニア                 | 2008-09          | セリエA                  | 3          | 0          | 3          | 1          | -          | -          | 6    | 1    |
| カターニア                 | 合計             | 合計                     | 3          | 0          | 3          | 1          | -          | -          | 6    | 1    |
| イラクリス (loan)          | 2008-09          | ギリシャ・スーパーリーグ | 0          | 0          | 0          | 0          | -          | -          | 0    | 0    |
| イラクリス (loan)          | 2009-10          | ギリシャ・スーパーリーグ | 13         | 3          | 0          | 0          | -          | -          | 13   | 3    |
| イラクリス (loan)          | 合計             | 合計                     | 13         | 3          | 0          | 0          | -          | -          | 13   | 3    |
| CFRクルジュ (loan)         | 2009-10          | リーガ1                  | 13         | 0          | 3          | 0          | 0          | 0          | 16   | 0    |
| CFRクルジュ (loan)         | 合計             | 合計                     | 13         | 0          | 3          | 0          | 0          | 0          | 16   | 0    |
| マニサスポル (loan)        | 2010-11          | スュペル・リグ           | 5          | 0          | 2          | 0          | -          | -          | 7    | 0    |
| マニサスポル (loan)        | 合計             | 合計                     | 5          | 0          | 2          | 0          | -          | -          | 7    | 0    |
| ステアウア・ブカレスト     | 2010-11          | リーガ1                  | 11         | 4          | 2          | 2          | 0          | 0          | 13   | 6    |
| ステアウア・ブカレスト     | 合計             | 合計                     | 11         | 4          | 2          | 2          | -          | -          | 13   | 6    |
| ダチア・ミオヴェニ         | 2011-12          | リーガ1                  | 15         | 1          | 0          | 0          | -          | -          | 15   | 1    |
| ダチア・ミオヴェニ         | 合計             | 合計                     | 15         | 1          | 0          | 0          | -          | -          | 15   | 1    |
| ヴィトルル・コンスタンツァ | 2011-12          | リーガ2                  | 13         | 6          | 0          | 0          | -          | -          | 13   | 6    |
| ヴィトルル・コンスタンツァ | 2012-13          | リーガ1                  | 26         | 10         | 0          | 0          | -          | -          | 26   | 10   |
| ヴィトルル・コンスタンツァ | 2013-13          | リーガ1                  | 30         | 3          | 1          | 0          | -          | -          | 31   | 3    |
| ヴィトルル・コンスタンツァ | 合計             | 合計                     | 69         | 19         | 1          | 0          | -          | -          | 70   | 19   |
| キャリア通算成績           | キャリア通算成績 | キャリア通算成績         | 392        | 134        | 11         | 3          | 46         | 14         | 449  | 151  |

### 代表での成績
出典:
| ルーマニア代表 | ルーマニア代表 | ルーマニア代表 |
| 年             | 出場           | 得点           |
| -------------- | -------------- | -------------- |
| 2003           | 2              | 0              |
| 2004           | 7              | 0              |
| 2005           | 3              | 0              |
| 2006           | 5              | 2              |
| 2007           | 5              | 4              |
| 2008           | 8              | 3              |
| 2010           | 2              | 0              |
| Total          | 32             | 9              |

#### 代表での得点
出典:
| #  | 開催日         | 開催地         | 対戦国       | スコア | 結果 | 大会               |
| -- | -------------- | -------------- | ------------ | ------ | ---- | ------------------ |
| 1. | 2006年8月16日  | コンスタンツァ | キプロス     | 1-0    | 2-0  | 親善試合           |
| 2. | 2006年9月6日   | ティラナ       | アルバニア   | 0-1    | 0-2  | UEFA EURO 2008予選 |
| 3. | 2007年8月22日  | ブカレスト     | トルコ       | 1-0    | 2-0  | 親善試合           |
| 4. | 2007年9月8日   | ミンスク       | ベラルーシ   | 1-2    | 1-3  | UEFA EURO 2008予選 |
| 5. | 2007年11月21日 | ブカレスト     | アルバニア   | 1-0    | 6-1  | UEFA EURO 2008予選 |
| 6. | 2007年11月21日 | ブカレスト     | アルバニア   | 6-1    | 6-1  | UEFA EURO 2008予選 |
| 7. | 2008年5月31日  | ブカレスト     | モンテネグロ | 3-0    | 4-0  | 親善試合           |
| 8. | 2008年5月31日  | ブカレスト     | モンテネグロ | 4-0    | 4-0  | 親善試合           |
| 9. | 2008年8月20日  | ウルジチェニ   | ラトビア     | 1-0    | 1-0  | 親善試合           |

### 監督成績
2022年10月19日現在
| クラブ                     | 就任           | 退任           | 記録 | 記録 | 記録 | 記録 | 記録   |
| クラブ                     | 就任           | 退任           | 試   | 勝   | 分   | 敗   | 勝率   |
| -------------------------- | -------------- | -------------- | ---- | ---- | ---- | ---- | ------ |
| ステアウア・ブカレスト     | 2015年12月1日  | 2015年12月3日  | 1    | 0    | 1    | 0    | 000.00 |
| アルジェシュ・ピテシュティ | 2015年12月29日 | 2017年5月31日  | 44   | 36   | 6    | 2    | 081.82 |
| ステアウア・ブカレスト     | 2017年7月1日   | 2018年12月23日 | 80   | 46   | 18   | 16   | 057.50 |
| アルジェシュ・ピテシュティ | 2019年6月6日   | 2019年10月7日  | 10   | 4    | 1    | 5    | 040.00 |
| ステアウア・ブカレスト     | 2022年7月26日  |                | 20   | 8    | 6    | 6    | 040.00 |
| 合計                       | 合計           | 合計           | 155  | 94   | 32   | 29   | 060.65 |

## 獲得タイトル
クラブ
FCステアウア・ブカレスト
- リーガ1 : 2004-05, 2005-06
- クパ・ロムニエイ : 2010-11
- スーペルクパ・ロムニエイ : 2006

CFRクルジュ
- リーガ1 : 2009-10
- クパ・ロムニエイ : 2009-10

個人
- ルーマニア年間最優秀選手賞（英語版） : 2006